# Felicia Langer
Pour les articles homonymes, voir Langer.
Felicia Langer, née Felicja-Amalia Weit le 9 décembre 1930 à Tarnów (près de Cracovie en Pologne) et morte le 22 juin 2018 à Tübingen en Allemagne, est une avocate germano-israélienne et une militante des Droits de l'Homme.
Surnommée « l'avocate des Palestiniens », elle a reçu le prix Right Livelihood Award pour avoir défendu des Palestiniens issus des zones occupées par Israël devant des tribunaux militaires israéliens. Elle vit en Allemagne à partir de 1990, où elle s'est fait naturaliser en 2008. Cas exceptionnel, elle n'a pas dû renoncer à sa citoyenneté israélienne. Felicia Langer est membre du comité de parrainage du Tribunal Russell sur la Palestine dont le début des travaux a été présenté le 4 mars 2009. En juillet 2009, elle a reçu la croix fédérale du Mérite de la République fédérale d'Allemagne, ce qui a déclenché une controverse concernant sa position dans le conflit israélo-palestinien.

## Biographie

### Période en Europe de l'Est
Felicia-Amalia Langer est née en 1930 de parents juifs dans la ville polonaise de Tarnów. En 1939, face à l'invasion allemande, elle fuit la Pologne pour se réfugier en URSS. Des membres de sa famille ont été assassinés par les nazis. Son propre père fut emprisonné en Union soviétique sous Staline et en mourut. Sa fille retourne en Pologne en 1945, où elle termine ses études secondaires. En 1949, elle épouse Mieciu Langer à Wroclaw. Il est le seul survivant de la persécution des juifs par les nazis.

### Période en Israël
Felicia Langer est très jeune (17 ans) quand elle épouse en Pologne un survivant des camps nazis ; elle a un enfant. « Je n'ai jamais été sioniste » déclare-t-elle et elle ne part vivre en Israël, en septembre 1950, qu'à la demande de sa mère dont le second mari est israélien. Le couple Langer émigra en Israël, où leur fils naquit en 1953. Dans ses débuts en Israël, elle ne parle pas un mot d'hébreu et travaille comme ouvrière en usine. Elle reprend des études universitaires à 29 ans, en cours du soir, à l’université hébraïque de Jérusalem, en 1959, où elle milite dans les associations d'étudiants. Elle en sort avec un diplôme d'avocate en 1965 et ouvre son propre cabinet. La guerre des Six Jours, qu'elle considère comme un tournant dans sa vie, marque le début de son engagement politique. Elle est choquée par la violence de l'armée israélienne et visite les villages de Latroun, Amwas, Beit Nouba et Yalo, détruits par l'armée israélienne et dans lesquels des atrocités auraient été commises. 
Elle adhère au Parti communiste d'Israël, elle sera membre de son comité central, et, quand elle obtient une licence de droit en 1965, elle se rend compte qu'elle est sur une liste noire et que personne ne l'embauche après enquête.
Elle devient l'avocate des Arabes palestiniens, dénonçant dans plusieurs ouvrages l'usage de la torture par l'État d'Israël. Elle déclare en 1978 : « Je peux dire que j’ai ici dans mon bureau toute une encyclopédie sur les violations des droits de l’Homme : j’ai dans mes dossiers de quoi écrire de nombreux livres ».
En 23 ans d'activité, elle a remporté peu de victoires. Le ministère de la Défense lui retire en 1977 sa patente pour la défense des Palestiniens devant les tribunaux israéliens dans des cas particuliers: Elle n'avait notamment plus le droit de défendre des objecteurs de conscience israéliens, et pouvait être à tout moment exclue des procédures pour des raisons sécuritaires. Felicia Langer s'accordait à dire que sa patente lui avait été retirée pour les cas d'objecteurs de conscience ou les cas particuliers (« pour raisons sécuritaires »), mais pas sa patente devant les tribunaux militaires. Elle enregistre en 1979 une victoire dans la défense de Bassam Shaka, maire de Naplouse, accusé d'incitation au terrorisme et qui risquait l'expulsion. La Cour suprême d'Israël annula l'avis d'expulsion.  
Vice-présidente de la Ligue israélienne des droits de l'homme, elle rejoint la liste des Nouveaux Communistes (Rakach), un parti bi-national, anti-sioniste et pro-palestinien et devient membre du comité central.

### Période en Allemagne
Felicia Langer vit à Tübingen en Allemagne. Elle a obtenu une chaire aux universités de Brême et Cassel. Elle parraine l'association Flüchtlingskinder im Libanon qui soutient des familles de réfugiés palestiniens au Liban. À partir de mars 2009, elle soutient le Tribunal Russell sur la Palestine, alors récemment créé.

## Position politique
Dans ses écrits, exposés et interviews, Felicia Langer critique la politique d'Israël dans les Territoires occupés. D'après elle, Israël a fait construire un nombre de colonies tel que cela équivaut à une annexion. De plus, la construction de nouvelles colonies sape la solution à deux États. Felicia Langer exige le retrait inconditionnel et intégral des troupes israéliennes des territoires occupés en 1967 et le droit au retour des descendants des réfugiés palestiniens. En 1990, elle reçoit le Right Livelihood Award pour son engagement pour les droits des Palestiniens. 
Elle déclare en 2002 que les attentats terroristes palestiniens sont injustifiables, mais que la politique israélienne leur a pavé la voie. À cet égard, elle reprend à son compte l'opinion du vice-président du FDP, Jürgen Möllemann, qui qualifie de « terreur d’État » les exécutions ciblés de Palestiniens soupçonnés de terrorisme par les forces de sécurité israéliennes. Elle préface en 2003 un ouvrage de Jamel Karsli. De nouveau une récompense, le prix Erich-Mühsam (2005), pour sa ténacité dans sa lutte pour les droits de l'homme du peuple palestinien. 
Felicia Langer a qualifié à plusieurs reprises le régime israélien de régime d'apartheid. Par contre, elle réfute sur son site internet les accusations, dans un article des Nürnberger Nachrichten daté de 2009, d'avoir comparé les établissements militaires israéliens avec des « camps de concentration ». 
L'article de Wikipédia en allemand consacré à Felicia Langer contient un chapitre sur la controverse autour de l'attribution à celle-ci de l'ordre du Mérite de la République fédérale d'Allemagne.

## Ouvrage
- Avocate israélienne, je témoigne, Éditions sociales, 1975.